# Mattias Kolstrup
Mattias Kolstrup (født 11. september 1988 i Skive) er en dansk sanger og sangskriver. Han var forsanger i rockbandet Dúné (2001-2018), der opnåede stor succes i ind- og udland med deres blanding af rockmusik og elektroniske elementer, flere store hits og energiske koncerter. I 2023 udgav han sit første soloalbum i eget navn.

## Baggrund
Mattias Kolstrup blev født i 1988 i Skive. Han er ud af en musikalsk familie og har spillet klaver siden sit niende år. Han er den yngste af tre brødre. Johan Kolstrup er musiker, mens Jeppe Kolstrup er filminstruktør.
Mattias gik i folkeskole på Skivehus Skole i årene 1994-2003, hvorefter han tog 9. klasse på Mellerup Efterskoles musiklinje, og 10. klasse blev afsluttet på Klejtrup Musikefterskole i sommeren 2005. Han dimitterede med studentereksamen fra Skive Gymnasium og HF i 2008.

## Karriere

### Dúné
Da han gik i 2. g., var Mattias sammen med resten af Dúné på en omfattende Europaturné som opfølgning på bandets succes med debutpladen We Are In There You Are Out Here.
Efter endt skolegang flyttede Mattias sammen med resten af medlemmerne i Dúné til København for at være tættere på musikmiljøet i hovedstaden. I juli 2009 blev teltpælene atter rykket op, da hele bandet flyttede til Berlin. I efteråret 2013 var han stadigvæk bosat i den tyske hovedstad, hvor også bandets seneste album Wild Hearts blev indspillet i 2012. Mattias flyttede til København i 2014.
Selvom han med Dúné har spillet koncerter i det meste af verden, er der specielt én oplevelse, han nævner. I juni 2012 udtalte Mattias Kolstrup til Eurowoman at én af hans bedste oplevelser på scenen var, da han med Dúné i sommeren 2010 spillede på en udsolgt Plænen i Tivoli i København, hvor bandet var eneste navn på plakaten.
I august 2018 meddelte Dúné på direkte tv i Go’ Morgen Danmark, at de var gået i opløsning.

### Solo
Den 20. marts 2020 lancerede Mattias projektet Liberty, der udgav de to mini-albummer Haven't Felt This Great Since 1988 (2020) og Moon Child Set On The Sun (2021) før han var klar med det første album i sit eget navn "Return of the Lightspeed Legend" d. 8. September 2023
Mattias Kolstrup er kendt for sine energiske og udadvendte sceneoptrædener og er af flere omgange blevet sammenlignet med Iggy Pop og Mick Jagger.

## Privat
Han har dannet par med Mille Gori i sin ungdom fra 2007-2009.
Privat er Mattias Kolstrup gift med musikeren Drew Sycamore.

## Diskografi
Med Duné
- We Are In There You Are Out Here (2007)
- Enter Metropolis (2009)
- Wild Hearts (2013)
- Delta (2016)

Som Liberty
- Haven’t Felt This Great Since 1988 (2020)
- Moon Child Set On The Sun (2021)

Solo under eget navn
- Return of the Lightspeed Legend (2023)